# Гоцев връх
Гòцев връх (до 29 юни 1942 г. Али Ботуш, от 5 януари 1946 г. до 23 ноември 1951 г. Алиботуш, на гръцки: Τσολιάς, Αλή Μποτούς, Αλή Μπουτούς) е най-високият връх на планината Славянка в България – 2212 метра.

## Местоположение
Гоцев връх се издига на главното планинско било на югозапад от Голям Царев връх и на изток от връх Шабран. На северозапад от Гоцев връх се намира голямо безотточно карстово понижение, известно като Сухото езеро. Върхът е масивен, очертан от югоизток от висок скалист откос Козята стена. Изграден е главно от протерозойски мрамори. Почвите са тънки кафяви горски. Склоновете са обрасли с високопланинска тревна растителност. Срещат се много ендемитни растителни видове. По билната му част минава държавната граница между България и Гърция. Югоизточно от върха се намира гранична пирамида № 100.

## Име
До 1951 година върхът носи името Алиботуш. Новото му име е дадено в чест на големия български революционер Гоце Делчев.

## Туризъм
Гоцев връх е включен в инициативата на БТС „Покорител на 10-те планински първенци“. Печат има в хижа Славянка и хижа „Извора“.
От 2018 година ежегодно през месец юли се организира масово изкачване на върха.

### Маршрути
Основни изходни пунктове за изкачването на върха са хижите Славянка (над село Парил) и Извора (над село Петрово), бивши гранични застави, както и село Каракьой на гръцка територия.